# Chāl Boqā
Chāl Boqā (persiska: چالبُقا, چالبوغَ, چابوغَ, چال بُغاء, چال بقا, Shālbaqā, شالبَقا) är en ort i Iran.   Den ligger i provinsen Hamadan, i den nordvästra delen av landet, 230 km väster om huvudstaden Teheran. Chāl Boqā ligger 1 946 meter över havet och antalet invånare är 278.
Terrängen runt Chāl Boqā är platt åt nordost, men åt sydväst är den kuperad. Runt Chāl Boqā är det ganska glesbefolkat, med 47 invånare per kvadratkilometer. Närmaste större samhälle är Razan, 10,3 km öster om Chāl Boqā. Trakten runt Chāl Boqā består i huvudsak av gräsmarker.